# Gonzalo Figueroa y Torres
Gonzalo Figueroa y Torres (19 de agosto de 1861 – 18 de octubre de 1921) fue un político español, alcalde de Madrid entre 1904 y 1905. Ostentó los títulos nobiliarios de i conde de Mejorada del Campo y de i duque de las Torres, además del de marqués de Villamejor.

## Biografía
Nació en Madrid el 19 de agosto de 1861. Segundo hijo de Ignacio Figueroa y Mendieta, marqués de Villamejor, fue hermano de María Francisca, Álvaro (conde de Romanones), José (vizconde de Irueste) y Rodrigo (duque de Tovar).
Fue elegido diputado a Cortes por Baeza en las elecciones de 1891. Gonzalo Figueroa, que fue uno de los fundadores del Banco Español de Crédito, sustituyó al marqués de Lema como Alcalde de Madrid en 1904. El duque de las Torres, que también sería senador (por la provincia de Guadalajara y vitalicio), falleció en octubre de 1921 en Suiza, en la ciudad de Lausana.
En 1906 formaba parte del Comité Olímpico Internacional que organizó los Juegos Olímpicos de 1906.